# Igor Moisiejew
Igor Aleksandrowicz Moisiejew, ros. Игорь Александрович Моисеев (ur. 8 stycznia?/21 stycznia 1906 w Kijowie, zm. 2 listopada 2007 w Moskwie) – rosyjski tancerz i choreograf, uważany za czołowego choreografa tańców ludowych w XX wieku, Ludowy Artysta ZSRR (1953), Bohater Pracy Socjalistycznej (1976).

## Życiorys
W 1924 ukończył szkołę baletową w Moskwie w klasie Aleksandra Gorskiego i został solistą moskiewskiego Teatru Wielkiego. Występował do 1939, a od 1930 zajmował się jednocześnie choreografią. Tańczył zarówno w baletach klasycznych, jak i awangardowych. Jako choreograf debiutował baletem Futbolist do muzyki W. Oranskiego.
W 1936 został szefem wydziału choreograficznego Teatru Twórczości Ludowej w Moskwie, rok później założył Państwowy Zespół Tańca Ludowego. Zespół ten występował w wielu krajach świata, m.in. w 1982 w Polsce, popularyzując folklor narodów radzieckich, a także tańce Kuby i Meksyku. Poza pracą nad tańcami ludowymi tworzył choreografię do oper, m.in. Carmen Georges’a Bizeta i Miłość do trzech pomarańczy Siergieja Prokofjewa. Współpracę z Teatrem Wielkim zakończył baletem Spartakus do muzyki Arama Chaczaturiana (1958).
W 1966 założył Choreograficzny Koncertowy Zespół ZSRR (tzw. Młody Balet) przy Balecie Klasycznym w Moskwie. W 1953 został wyróżniony tytułem Ludowy Artysta ZSRR, a w 1976 Złotym Medalem „Sierp i Młot” Bohatera Pracy Socjalistycznej. W 1967 został laureatem Nagrody Leninowskiej, a w 1996 Nagrody Państwowej Federacji Rosyjskiej. W 1955 został członkiem honorowym Akademii Tańca w Paryżu.
Opracował około 200 baletów. Były one utrzymane w nurcie socrealistycznym, przedstawiały sceny rodzajowe z życia codziennego, m.in. pracę w kołchozie i mecz piłkarski, a także walki partyzanckie. Moisiejew łączył w nich balet nowoczesny – własne opracowania tych scen – z baletem klasycznym, wykorzystywanym jako tło.
Jest autorem publikacji z teorii tańca klasycznego i ludowego, m.in. Folk Dances of the Peoples of the USSR (1947). W styczniu 2006, z okazji 100. urodzin został uhonorowany najwyższym odznaczeniem cywilnym Rosji – Orderem Zasług dla Ojczyzny I klasy.
Zmarł 2 listopada 2007 w Moskwie w wieku 101 lat. Został pochowany na Cmentarzu Nowodziewiczym.

## Odznaczenia i nagrody
- Złoty Medal „Sierp i Młot” Bohatera Pracy Socjalistycznej (20 stycznia 1976)
- Order „Za zasługi dla Ojczyzny” I klasy (2006, Rosja)
- Order „Za zasługi dla Ojczyzny” II klasy (1999, Rosja)
- Order „Za zasługi dla Ojczyzny” III klasy (1995, Rosja)
- Order Przyjaźni (1994, Rosja)
- Order Lenina – trzykrotnie (1958, 1976, 1985, ZSRR)
- Order Rewolucji Październikowej (1981, ZSRR)
- Order Czerwonego Sztandaru Pracy – dwukrotnie (1940, 1966, ZSRR)
- Order „Znak Honoru” (1937, ZSRR)
- Ludowy Artysta ZSRR (1953, ZSRR)
- Ludowy Artysta RFSRR (1944, ZSRR)
- Zasłużony Artysta RFSRR (1942, ZSRR)
- Ludowy Artysta Mołdawskiej SRR (1950, ZSRR)
- Ludowy Artysta Kirgiskiej SRR (1976, ZSRR)
- Ludowy Artysta Buriackiej Autonomicznej SRR (1940)
- Nagroda Państwowa Federacji Rosyjskiej (1996, Rosja)
- Nagroda Leninowska (1967, ZSRR)
- Nagroda Stalinowska – trzykrotnie (1942, 1947, 1952, ZSRR)
- Nagroda Państwowa ZSRR (1985, ZSRR)
- Order Świętego Aleksandra (1945, Bułgaria)
- Order Lwa Białego III klasy (1980, ČSSR)
- Komandor Orderu Zasługi Cywilnej (1996, Hiszpania)
- Złota Gwiazda Orderu Braterstwa i Jedności (1946, Jugosławia)
- Order Cedru (1956, Liban)
- Order Suche Batora (1976, Mongolia)
- Order Gwiazdy Polarnej (1947, Mongolia)
- Krzyż Komandorski Orderu Odrodzenia Polski (1946, Polska)[1]
- Krzyż Komandorski Orderu Zasługi Rzeczypospolitej Polskiej (1996, Polska)
- Oficer Orderu Zasługi Kulturalnej (1945, Rumunia)
- Order Księcia Jarosława Mądrego V klasy (2006, Ukraina)
- Order „Za Zasługi” III klasy (1999, Ukraina)
- Komandor Orderu Zasługi Republiki Węgier (1996, Węgry)
- Komandor Orderu Maja za Zasługi (2004, Argentyna)[2]
- Medal Wolfganga Amadeusa Mozarta (UNESCO)
- I inne